# رابرت دی ریچمیر
 رابرت دی ریچمیر (انگلیسی: Robert D. Richtmyer؛ زاده ۱۰ اکتبر ۱۹۱۰ درگذشته ۲۴ سپتامبر ۲۰۰۳) یک دانشمند اهل ایالات متحده آمریکا بود.